# Hrabstwo Hughes (Oklahoma)

Piramida wieku mieszkańców hrabstwa Hughes

Hughes – hrabstwo w stanie Oklahoma w USA. Założone w 1907 roku. Populacja liczy 14 154 mieszkańców (stan według spisu z 2000 roku).
Powierzchnia hrabstwa to 2110 km² (w tym 21 km² stanowią wody). Gęstość zaludnienia wynosi 18 osoby/km².
Nazwa hrabstwa pochodzi od nazwiska Williama C. Hughesa jednego z twórców konstytucji stanu Oklahoma.

## Miasta
- Atwood
- Calvin
- Dustin
- Gerty
- Holdenville
- Horntown
- Lamar
- Spaulding
- Stuart
- Wetumka
- Yeager